# Mustafa Al-Sheikh
Pour les articles homonymes, voir Al-Sheikh.
Mustafa Al-Sheikh (en arabe : مصطفى أحمد الشيخ) était le chef de l'Armée syrienne libre (ASL) conseil militaire jusqu'en décembre 2012 et un commandant de la Falcons Sham, un bataillon comptant environ 2 000 hommes,. Il était un général de l'armée syrienne avant sa défection pendant la guerre civile syrienne.
Al-Sheikh a dit qu'il a lutté avec sa conscience avant de faire défection, conscient du service de ses 37 ans, et de possibles représailles contre sa famille élargie. Il a dit la paille finale était une agression sexuelle par des soldats qui se sont relayés pour attaquer une jeune mariée dans un village près de Hama.
Al-Sheikh a déclaré : « nous voulons une intervention urgente, en dehors du Conseil de sécurité, en raison du veto russe. Nous voulons une coalition semblable à ce qui s'est passé au Kosovo et en Côte d'Ivoire ». Le 26 mai 2012, al-Sheikh a déclaré que les opposants au régime ont perdu toute confiance dans le Conseil de sécurité des Nations unies, dans lequel Damas a la Russie comme un puissant allié.